# ماركو ماروفيتش
ماركو ماروفيتش (بالصربي السيريلي: Марко Маровић؛ من مواليد 30 يناير عام 1983) هو لاعب كرة القدم صربي سابق لعب كمدافع.

## النوادي
بدأ ماروفيتش نشاطه في نادي بارتيزان، حيث وقع أول عقد احترافي له مع النادي في يونيو 2001. فشل في تقديم أي ظهور تنافسي لفريقه الأول، حيث تمت إعارته إلى النوادي التالية: نادي تيليوبتيك، نادي راد بيوغراد، نادي أوبليتش و نادي بيراوت. في أوائل عام 2008، انتقل ماركو ماروفيتش إلى الدوري الصربي لكرة القدم لنادي دوكاريكي.

## المسيرة الدولية
ماروفيتش مثل جمهورية يوغوسلافيا تحت سنة 16 وتحت سنة 19 في مسابقات الاتحاد الأوروبي لكرة القدم.